# Patinação artística na Universíada de Inverno de 2001
As competições de patinação artística na Universíada de Inverno de 2001 foram disputadas em Zakopane, Polônia, entre 10 e 15 de fevereiro de 2001.

## Medalhistas
| Evento                          | Ouro                                            | Prata                                         | Bronze                                           | Ref.  |
| ------------------------------- | ----------------------------------------------- | --------------------------------------------- | ------------------------------------------------ | ----- |
| Individual masculino (detalhes) | Roman Serov · Rússia                            | Hu Xiaoou · China                             | Makoto Okazaki · Japão                           | [ 1 ] |
| Individual feminino (detalhes)  | Irina Tkatchuk · Rússia                         | Sabina Wojtala · Polônia                      | Silvia Fontana · Itália                          | [ 1 ] |
| Duplas (detalhes)               | Viktoria Borzenkova · Andrei Chuvilaev · Rússia | Alena Maltseva · Oleg Popov · Rússia          | Viktoria Shliakhova · Grigori Petrovski · Rússia | [ 1 ] |
| Dança no gelo (detalhes)        | Elena Grushina · Ruslan Goncharov · Ucrânia     | Sylwia Nowak · Sebastian Kolasiński · Polônia | Svetlana Kulikova · Arseni Markov · Rússia       | [ 1 ] |

## Quadro de medalhas
| Ordem | País        | Medalha de ouro | Medalha de prata | Medalha de bronze |    |
| ----- | ----------- | --------------- | ---------------- | ----------------- | -- |
| 1     | RUS Rússia  | 3               | 1                | 2                 | 6  |
| 2     | UKR Ucrânia | 1               |                  |                   | 1  |
| 3     | POL Polônia |                 | 2                |                   | 2  |
| 4     | CHN China   |                 | 1                |                   | 1  |
| 5     | ITA Itália  |                 |                  | 1                 | 1  |
| 5     | JPN Japão   |                 |                  | 1                 | 1  |
| TOTAL | TOTAL       | 4               | 4                | 4                 | 12 |